# موریس دیو

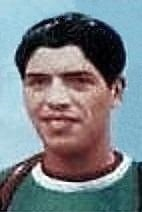
موریس دیو در سال ۱۹۴۸

موریس دیو (فرانسوی: Maurice Diot‎; زاده ۱۳ ژوئن ۱۹۲۲ – درگذشته ۴ مارس ۱۹۷۲) دوچرخه‌سوار اهل فرانسه بود.